# Ikenhausen
Ikenhausen ist ein Stadtteil von Willebadessen im Kreis Höxter, Nordrhein-Westfalen. 

## Geschichte
Die erste urkundliche Erwähnung von Ikenhausen war im Jahr 1120. Der Ort gehörte bis zu den Napoleonischen Kriegen zur Landvogtei Peckelsheim im Hochstift Paderborn. Von 1807 bis 1813 gehörte Ikenhausen zum Kanton Peckelsheim im Departement der Fulda des Königreichs Westphalen. 1816 kam Ikenhausen zum neuen Kreis Warburg in der preußischen Provinz Westfalen, in dem die Gemeinde zum Amt Peckelsheim gehörte. 
Am 1. Januar 1975 wurde Ikenhausen durch das Sauerland/Paderborn-Gesetz in die Stadt Willebadessen eingemeindet, die gleichzeitig in den Kreis Höxter wechselte.

## Bauwerke

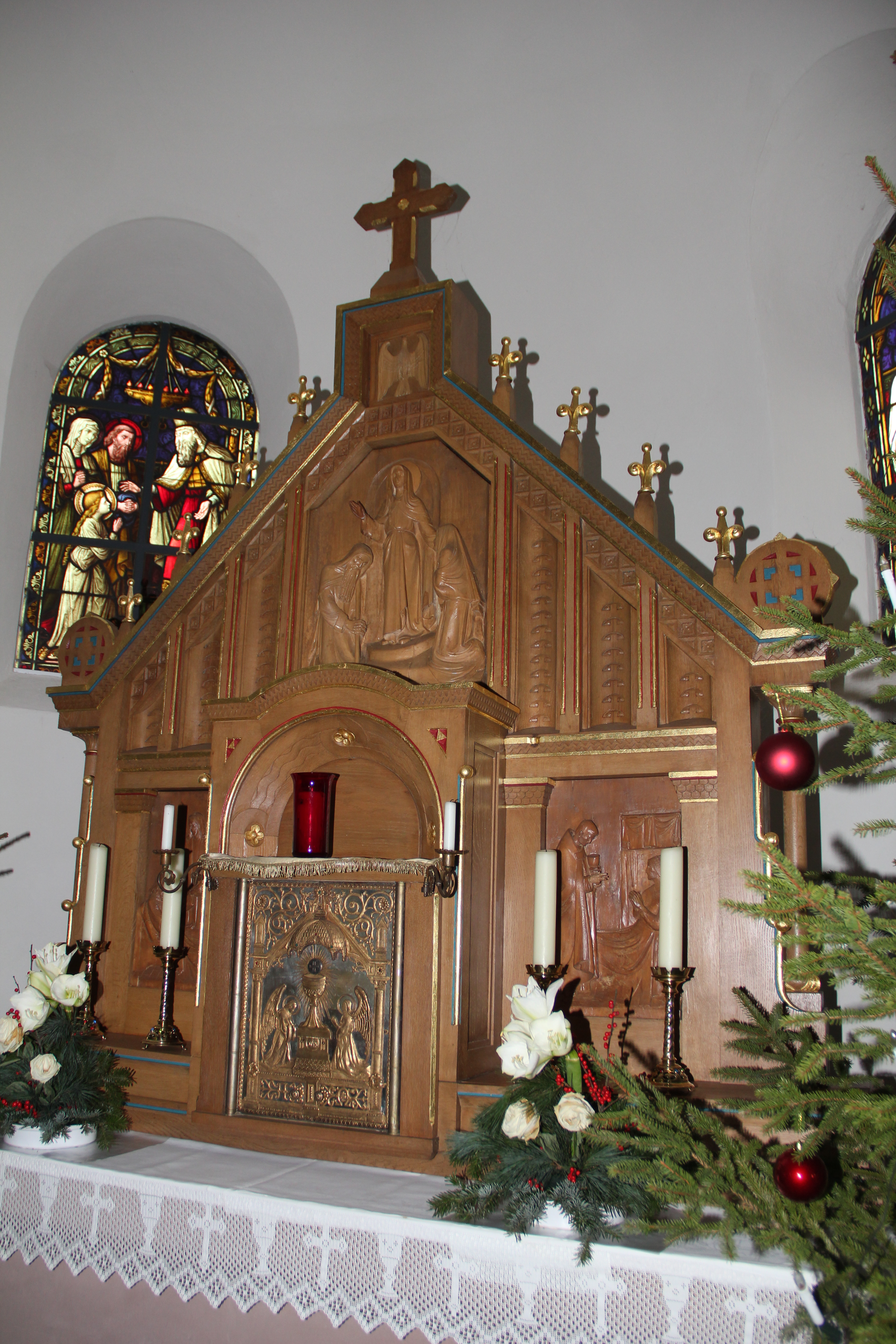
Hochaltar in der Kapelle Ikenhausen

In der Liste der Baudenkmäler in Willebadessen ist für Ikenhausen ein Baudenkmal aufgeführt: 
- Die Kapelle Mariä Heimsuchung wurde 1736 in Fachwerkbauweise errichtet. Nach einem Brand wurde sie 1911 abgerissen und durch einen Neubau aus Bruchsteinen mit einem Dachreiter ersetzt.